# Петър Дикиджиев
Петър Стефанов Дикиджиев е български архитект, реставратор.

## Биография

### Произход и образование
Дикиджиев е роден на 27 декември 1942 г. в Скопие, Царство България, където родителите му, художниците Стефан Дикиджиев и Кераца Висулчева, са пратени да учителстват. След края на Втората световна война, от 1945 г. нататък израства в Стария Пловдив. През 1967 г. Петър Дикиджиев завършва архитектурния факултет на ИСИ.

### Професионално развитие и кариера
Привлечен е в ИПК, Национален институт за паметници на културата впоследствие като съосновател на пловдивска група с ръководител арх. Младен Панчев (проф., д-р по-късно, автор на градоустройството на АИРезерват Старинен Пловдив), 1969. Проектант и методически ръководител на 70 обекта из шестте тракийски окръга в периода до 1985 г., измежду които дузина по-съществени са: Ламартинова къща, Балабанова къща, къща Бирдас, Данова къща, Чалъкова къща, къща Георгиади, къща Черноземски, къща Месробович, къща Хиндлиян, Славейкова къща и др.
Специализира реставрация и консервация в Рим в ICCROM на ЮНЕСКО през 1975 г. Поради тенденцията към имитация в реставрацията; както и поради обезлюдяването на Стария град и изселването на коренните стари семейства, приема назначение за старши съветник по архитектура и градоустройство в Министерството за градско развитие и жилища в Адис Абеба, Етиопия (1985 – 1989).
После е архитект към етиопското Министерство на здравето до 1991 г., след което е изпратен от ЮНЕСКО в Кралство Бутан за построяване на 12 основни интернат-училища в стръмни терени, където работи от 1992 до 1995 г. вкл.
След 1999 г. се мести в Ню Йорк и работи на свободна практика.
Съставител и преводач от италиански език на анализи от проф. Бруно Дзеви, събрани в книгата „Архитектурни предизвикателства“ (1984, „Наука и изкуство“).
Публикува статии в списанията „Архитектура“ и „Музеи и паметници“, изнася доклади на конференции, пленери и биеналета.
През 1996 г. е приет в Международния съвет за паметниците и местата ICOMOS.

## Галерия
- Балабанова къща, домът на Панагьотис Хадзи Лампси / Хаджи Лампша
- Интериор на Балабанова къща
- Къща Хиндлиян
- Стенописи в къща Хиндлиян
- Интериор в къща Хиндлиян
- Къща на Христо Г. Данов
- Чалъкова къща
- Чалъкова за СБЖурналисти
- Къща Ламартин преди промените
- Комин на къща Ламартин